# Shin Shinkage Ichien-ryū
Shin Shinkage Ichien-ryū (新柳陰), en japansk sværdskole inden for Kenjutsu og iaijutsu, stiftet ca. 1570. Skolens stifter var Nonaka Shinzō Naritsune, som var elev af Kamiizumi Nobutsuna.